# Viocourt
Viocourt est une commune française située dans le département des Vosges, en région Grand Est.

## Géographie

### Localisation
La commune est à 1,2 km de Balléville, 3,0 de Saint-Paul, 4,6 de Châtenois et 5,1 de Morelmaison.
Le village est arrosé par le Vair.

### Géologie et relief
La commune se compose de 26,44 hectares de territoires artificialisés (5,51 %), 343,50 hectares de territoires agricoles (71,56 %) et 109,76 hectares de forêts et milieux semi-naturels (22,87 %).
Espaces naturels :
- Trois zones naturelles d'intérêt écologique, faunistique et floristique (Znieff) :

Héroonière de Repeubois à Châtenois,
Pays de Neufchâteau,
Vergers et prairies de Roufvres-la-Chétive, Châtenois et Viocourt.

### Hydrographie et les eaux souterraines
Hydrogéologie et climatologie:
Territoire communal : Occupation du sol (Corinne Land Cover); Cours d'eau (BD Carthage),
Géologie : Carte géologique; Coupes géologiques et techniques,
Hydrogéologie : Masses d'eau souterraine; BD Lisa; Cartes piézométriques.
La commune est située dans le bassin versant de la Meuse au sein du bassin Rhin-Meuse. Elle est drainée par le Vair, le ruisseau de Larosoire et le ruisseau du Bois Jacquet,.
Le Vair, d'une longueur totale de 65,3 km, prend sa source dans la commune de Dombrot-le-Sec et se jette dans la Meuse à Maxey-sur-Meuse, en limite avec Greux, après avoir traversé 23 communes.

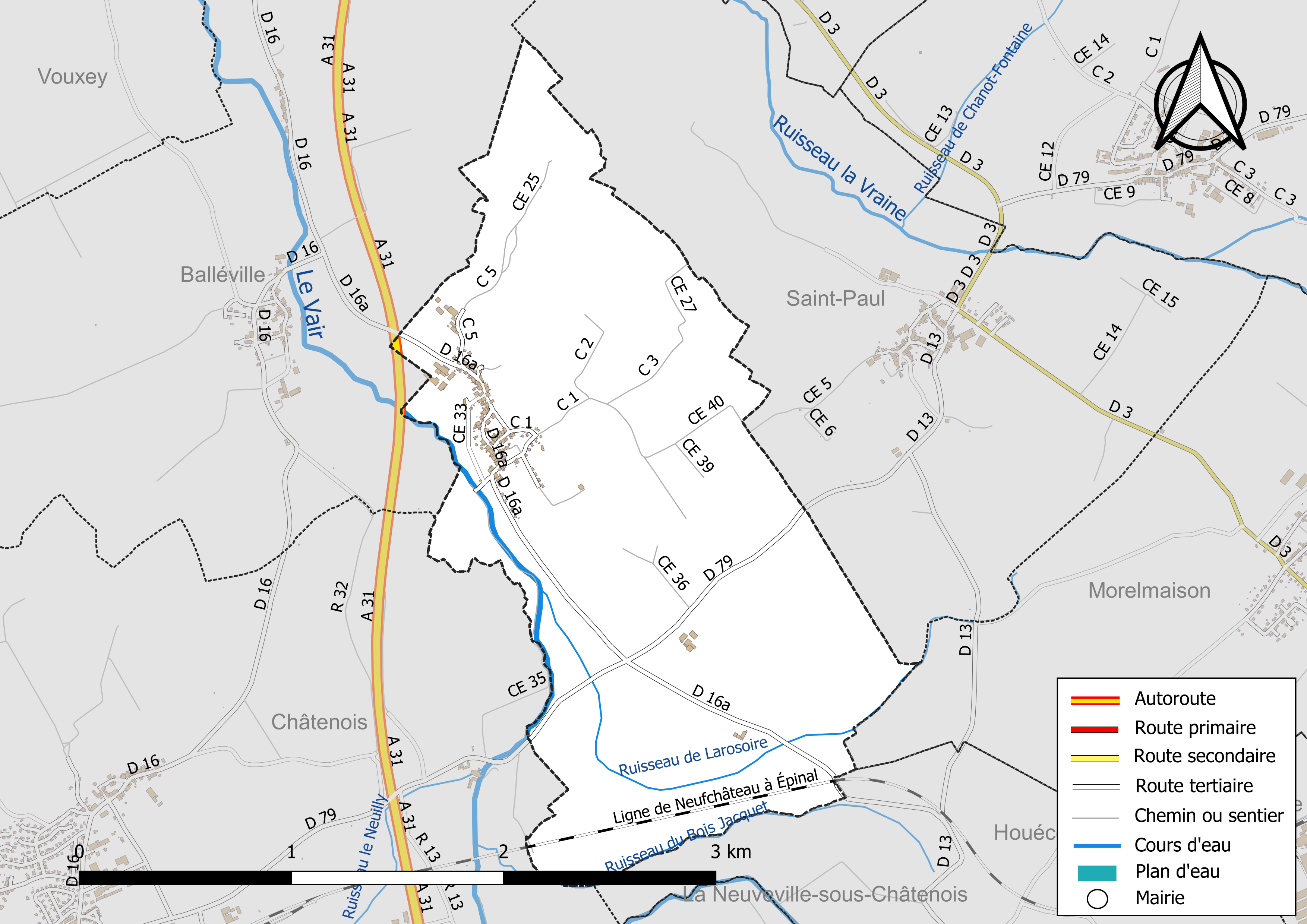
Réseaux hydrographique et routier de Viocourt.

La qualité des cours d’eau peut être consultée sur un site dédié géré par les agences de l’eau et l’Agence française pour la biodiversité.

### Climat
Pour des articles plus généraux, voir Climat du Grand Est et Climat des Vosges.
En 2010, le climat de la commune est de type climat des marges montargnardes, selon une étude du Centre national de la recherche scientifique s'appuyant sur une série de données couvrant la période 1971-2000. En 2020, Météo-France publie une typologie des climats de la France métropolitaine dans laquelle la commune est exposée à un climat océanique altéré et est dans la région climatique  Lorraine, plateau de Langres, Morvan, caractérisée par un hiver rude (1,5 °C), des vents modérés et des brouillards fréquents en automne et hiver. 
Pour la période 1971-2000, la température annuelle moyenne est de 9,4 °C, avec une amplitude thermique annuelle de 16,9 °C. Le cumul annuel moyen de précipitations est de 899 mm, avec 12,5 jours de précipitations en janvier et 9,6 jours en juillet. Pour la période 1991-2020, la température moyenne annuelle observée sur la station météorologique de Météo-France la plus proche, « Rollainville », sur la commune de Rollainville à 10 km à vol d'oiseau, est de 10,3 °C et le cumul annuel moyen de précipitations est de 860,3 mm. 
La température maximale relevée sur cette station est de 39,6 °C, atteinte le 25 juillet 2019 ; la température minimale est de −18,2 °C, atteinte le 20 décembre 2009,,. 
Les paramètres climatiques de la commune ont été estimés pour le milieu du siècle (2041-2070) selon différents scénarios d'émission de gaz à effet de serre à partir des nouvelles projections climatiques de référence DRIAS-2020. Ils sont consultables sur un site dédié publié par Météo-France en novembre 2022.

## Urbanisme

### Typologie
Au 1er janvier 2024, Viocourt est catégorisée commune rurale à habitat dispersé, selon la nouvelle grille communale de densité à sept niveaux définie par l'Insee en 2022.
Elle est située hors unité urbaine et hors attraction des villes,.

### Occupation des sols
L'occupation des sols de la commune, telle qu'elle ressort de la base de données européenne d’occupation biophysique des sols Corine Land Cover (CLC), est marquée par l'importance des territoires agricoles (71,7 % en 2018), en diminution par rapport à 1990 (77,7 %). La répartition détaillée en 2018 est la suivante : 
prairies (71 %), forêts (22,9 %), zones urbanisées (5,4 %), terres arables (0,7 %). L'évolution de l’occupation des sols de la commune et de ses infrastructures peut être observée sur les différentes représentations cartographiques du territoire : la carte de Cassini (XVIIIe siècle), la carte d'état-major (1820-1866) et les cartes ou photos aériennes de l'IGN pour la période actuelle (1950 à aujourd'hui).

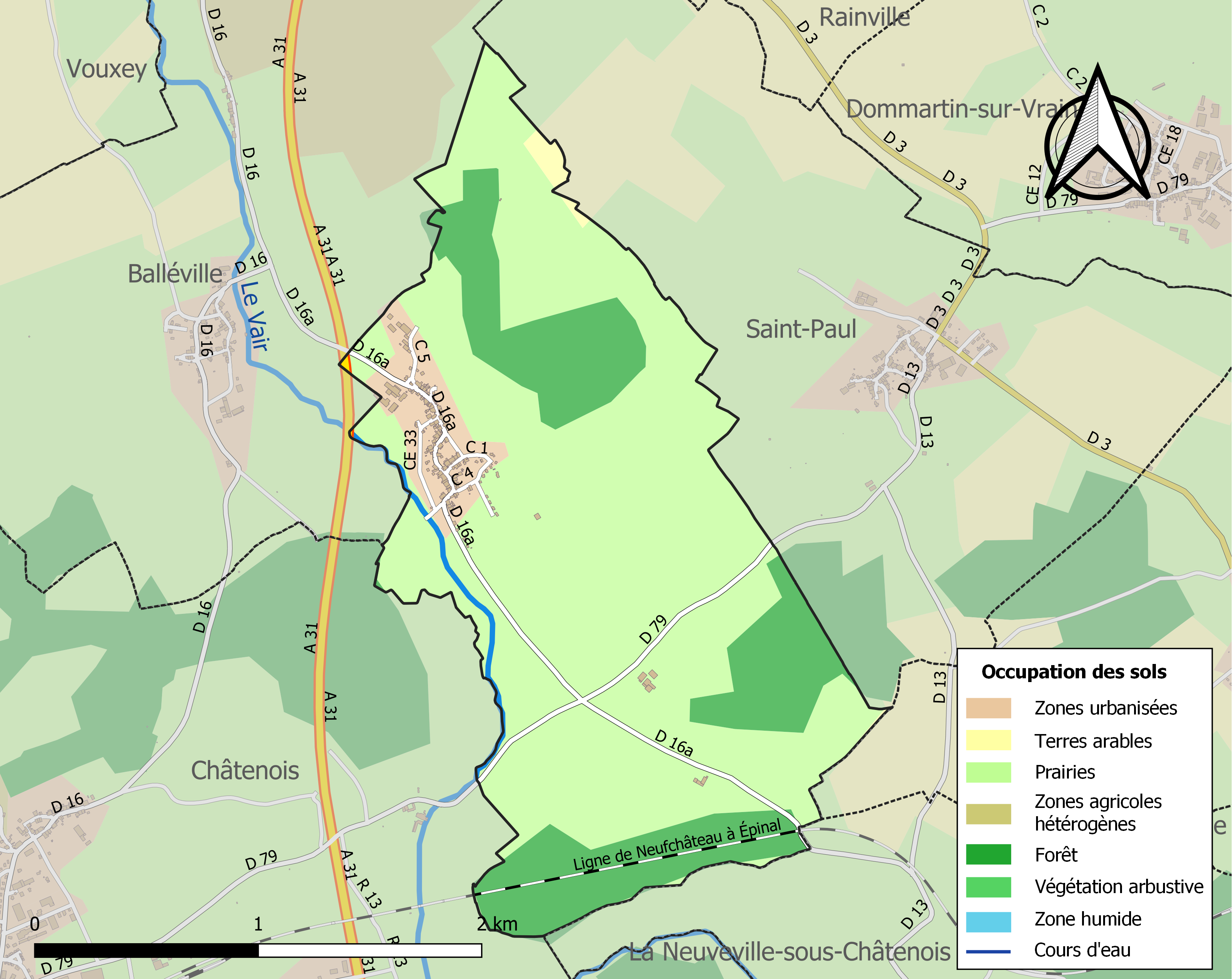
Carte des infrastructures et de l'occupation des sols de la commune en 2018 (CLC).

### Voies de communications et transports

#### Voies routières
- A31 (aussi appelée autoroute de Lorraine-Bourgogne). Échangeurs Châtenois, Bulgnéville, Colombey-les-Belles.

#### Transports en commun
- Fluo Grand Est.

#### Lignes SNCF

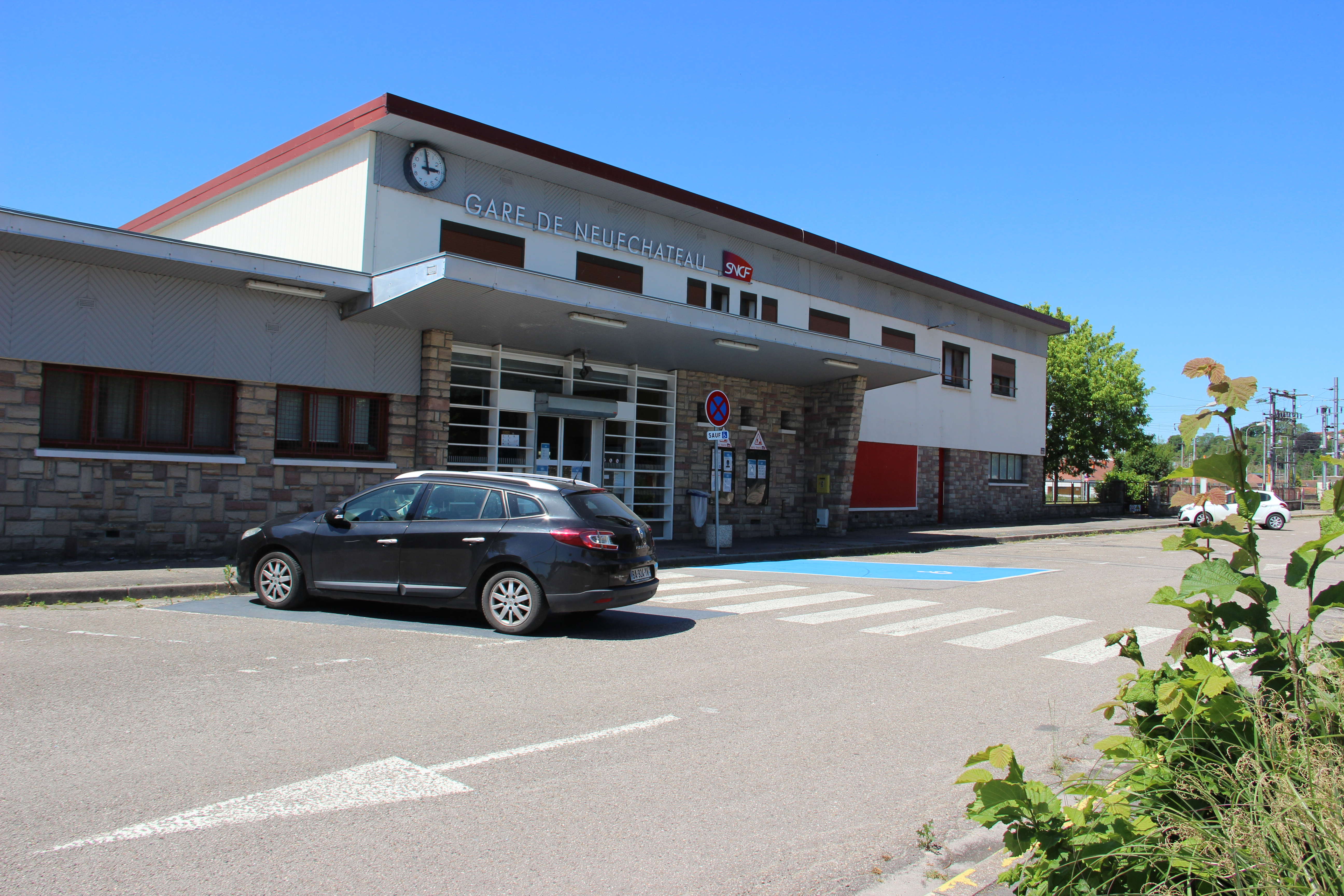
Gare de Neufchâteau.

- Gare de Neufchâteau
- Gare de Contrexéville
- Gare de Vittel

#### Transports aériens
- L'Aéroport d'Épinal-Mirecourt « Vosges Aéroport ».

À partir de l'été 2021, l’aéroport d’Épinal-Mirecourt est devenu le "pélicandrome" de la Zone Est et servira ainsi de base de ravitaillement et d’intervention pour les avions bombardiers d’eau connus sous le nom de Dash 8.
- Aéroport de Nancy-Essey.

## Toponymie
- Budonis Curtum
- Vidonis Curtum (XIe siècle)
- Wuécurt (XIIe siècle)
- Vuicourt
- Viocourt (XIVe siècle)

Le nom originel signifie "Demeure des Budons"

## Politique et administration
| Période                                  | Période    | Identité                   | Étiquette | Qualité                       |
| ---------------------------------------- | ---------- | -------------------------- | --------- | ----------------------------- |
| Les données manquantes sont à compléter. |            |                            |           |                               |
| mars 1983                                | avril 2014 | Gérard Humblot (1938-2021) |           | Agriculteur                   |
| avril 2014                               | En cours   | Francis Robinet            |           | Ancien agriculteur exploitant |

### Budget et fiscalité 2023

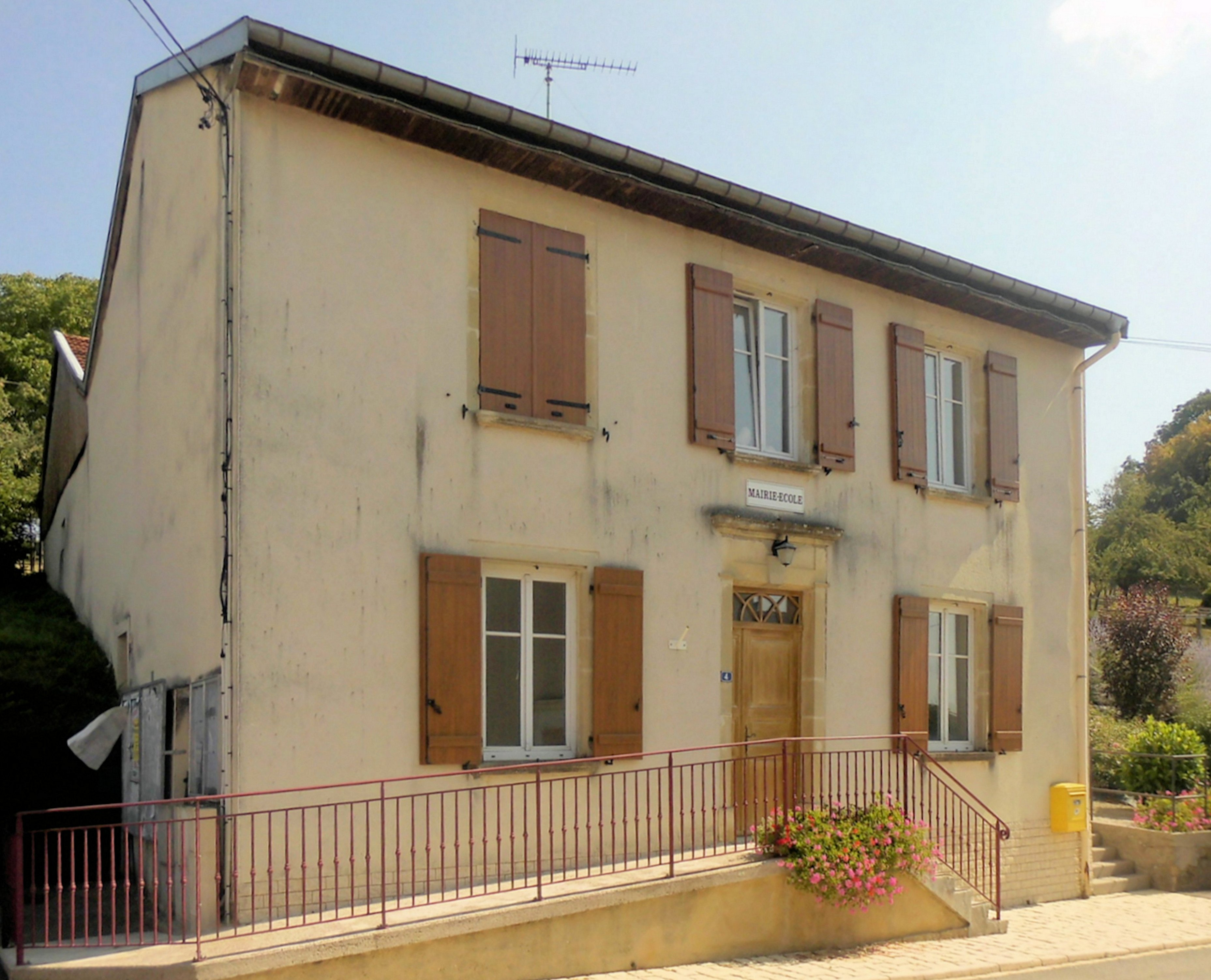
La mairie-école.

En 2023, le budget de la commune était constitué ainsi :
- total des produits de fonctionnement : 140 000 €, soit 883 € par habitant ;
- total des charges de fonctionnement : 114 000 €, soit 674 € par habitant ;
- total des ressources d'investissement : 30 000 €, soit 175 € par habitant ;
- total des emplois d'investissement : 24 000 €, soit 140 € par habitant ;
- endettement : 71 000 €, soit 418 € par habitant.

Avec les taux de fiscalité suivants :
- taxe d'habitation : 21,71 % ;
- taxe foncière sur les propriétés bâties : 34,81 % ;
- taxe foncière sur les propriétés non bâties : 14,93 % ;
- taxe additionnelle à la taxe foncière sur les propriétés non bâties : 0,00 % ;
- cotisation foncière des entreprises : 0,00 %.

Chiffres clés Revenus et pauvreté des ménages en 2021 : médiane en 2021 du revenu disponible, par unité de consommation : 22 090 €.

## Économie

### Entreprises et commerces

#### Agriculture
- Culture et élevage associés[26].
- Élevage de vaches laitières.
- Élevage d'ovins et de caprins.
- Culture de fruits à pépins et à noyau.

#### Tourisme
- Hébergements et restauration à Saint-Paul, Châtenois, Gironcourt-sur-Vraine, Rouvres-en-Xaintoix, Bulgnéville, Neufchâteau[27].

#### Commerces
- Commerces et services de proximité[28].

## Population et société

### Démographie

#### Évolution démographique
L'évolution du nombre d'habitants est connue à travers les recensements de la population effectués dans la commune depuis 1793. Pour les communes de moins de 10 000 habitants, une enquête de recensement portant sur toute la population est réalisée tous les cinq ans, les populations de référence des années intermédiaires étant quant à elles estimées par interpolation ou extrapolation. Pour la commune, le premier recensement exhaustif entrant dans le cadre du nouveau dispositif a été réalisé en 2005.

En 2022, la commune comptait 165 habitants, en évolution de +3,77 % par rapport à 2016 (Vosges : −2,96 %, France hors Mayotte : +2,11 %).
| 1793 | 1800 | 1806 | 1821 | 1831 | 1836 | 1841 | 1846 | 1856 |
| ---- | ---- | ---- | ---- | ---- | ---- | ---- | ---- | ---- |
| 271  | 274  | 297  | 301  | 316  | 324  | 332  | 352  | 314  |

| 1861 | 1866 | 1876 | 1881 | 1886 | 1891 | 1896 | 1901 | 1906 |
| ---- | ---- | ---- | ---- | ---- | ---- | ---- | ---- | ---- |
| 294  | 300  | 275  | 270  | 279  | 248  | 235  | 225  | 211  |

| 1911 | 1921 | 1926 | 1931 | 1936 | 1946 | 1954 | 1962 | 1968 |
| ---- | ---- | ---- | ---- | ---- | ---- | ---- | ---- | ---- |
| 193  | 180  | 173  | 174  | 181  | 177  | 172  | 174  | 156  |

| 1975 | 1982 | 1990 | 1999 | 2005 | 2006 | 2010 | 2015 | 2020 |
| ---- | ---- | ---- | ---- | ---- | ---- | ---- | ---- | ---- |
| 162  | 150  | 134  | 115  | 137  | 145  | 149  | 156  | 162  |

| 2022 | - | - | - | - | - | - | - | - |
| ---- | - | - | - | - | - | - | - | - |
| 165  | - | - | - | - | - | - | - | - |

### Enseignement
Établissements d'enseignements :
- Écoles maternelles et primaires à Houécourt, La Neuveville-sous-Châtenois, Châtenois, Rainville, Gironcourt-sur-Vraine.
- Collèges à Châtenois, Mandres-sur-Vair, Neufchâteau, Vittel.
- Lycées à Mandres-sur-Vair, Neufchâteau, Contrexéville.

### Santé
Professionnels et établissements de santé :
- Médecins à Châtenois, Gironcourt-sur-Vraine[34].
- Pharmacies à Châtenois, Vicherey, Neufchâteau, Bulgnéville, Vittel, Contrexéville[35]
- Hôpitaux à Neufchâteau, Vittel[36].

### Cultes
- Culte catholique, Paroisse Saint-Jean-Baptiste-au-Pays-de-Châtenois[37].

## Culture locale et patrimoine

### Lieux et monuments
- L'église Saint-Denis remonterait à la fin du XIXe siècle[38],[39],[40].

Vitrail représentant les poilus de la Première Guerre mondiale,,.
Statue Saint Denis,.
- Croix de chemin, du XVIe siècle, classée au titre des monuments historiques par arrêté du 3 juin 1908[46]. On trouvera une description détaillée de cette croix dans un article de l'abbé Chapelier[47].

Calvaires.
- Croix de cimetière[49], du XVIe siècle classée au titre des monuments historiques par arrêté du 3 juin 1908[50].
- Patrimoine rural recensé par le service régional de l'Inventaire général du patrimoine culturel[51].
- 3 fontaines-abreuvoirs[52].
- Monument aux morts[53],[54],[55].

### Héraldique
| Blason de Viocourt | Blason  | De gueules au chevronnel d'argent accompagné en chef de deux étoiles d'or et en pointe d'un calice du même. |
| Blason de Viocourt | Détails | Armoiries composées par R.A. Louis et mises à disposition de la commune depuis juillet 2013.                |

## Pour approfondir